# New Polibasket San Bonifacio 2008-2009

## Formazione 2008-2009
- Miceli Giulia, Play/Guardia, 1990, 170 cm.
- Rossi Anna, Playmaker, 1985, 170 cm.
- Gibellini Annalisa, Ala, 1976, 178 cm.
- Dal Cer Elena, Ala, 1980, 180 cm.
- Gamman Louise, Pivot, 1983, 185 cm.
- Lupato Giulia, Ala/Pivot, 1989, 183 cm.
- Davi Chiara, Ala, 1983, 183 cm.
- Zambon Lisa, Play/Guardia, 1988, 167 cm.
- De Luca Chiara, Playmaker, 1984, 172 cm.
- Gianello Connie, Guardia, 1991, 170 cm.